# Boxholm (commune)
Pour les articles homonymes, voir Boxholm.
La commune de Boxholm est une commune suédoise du comté d'Östergötland. Environ 5440 personnes y vivent  (2020). Son siège se situe à Boxholm.

## Étymologie
Le nom "Boxholm" est apparu pour la première fois au XVIe siècle, comme le nom d'un manoir d'Arvid Stenbock. Boxholm vient donc de "Bock's holm" (holm est un mot suédois moderne et vieux nordique pour îlot).

## Histoire
Les plus anciennes traces humaines remontent à l'âge de la pierre, vers 8000 avant J.-C. Plus tard, à l'âge du bronze danois, on trouve plusieurs vestiges tels que des cistes et des tombes. Il reste également sept pierres runiques de l'âge Viking, vers 800-1000 après J.-C..
Après la christianisation de la Suède, des églises ont été construites aux 12e et 13e siècles, et plusieurs églises de la commune remontent à cette époque.
Une usine sidérurgique a été construite en 1754, et une communauté s'est développée autour d'elle. Les principaux travaux d'agrandissement ont cependant été réalisés dans les années 1850-1900.
La municipalité actuelle a été créée en 1971, lorsque le bourg (köping) Boxholm (lui-même créé en 1947) a été fusionné avec Södra Göstring et une paroisse (rinna) de la municipalité dissoute de Folkunga. 

## Localités
- Boxholm
- Linnefors
- Malexander
- Strålsnäs

## Jumelages
- Quickborn (Allemagne) depuis le 13 septembre 1974[2]